# Heliocentric (Paul Weller)
Heliocentric è il quinto album in studio del musicista britannico Paul Weller, pubblicato nel 2000.

## Tracce
1. He's the Keeper
2. Frightened
3. Sweet Pea, My Sweet Pea
4. A Whale's Tale
5. Back in the Fire
6. Dust and Rocks
7. There's No Drinking, After You're Dead
8. With Time & Temperance
9. Picking Up Sticks
10. Love-Less

## Formazione
- Paul Weller – voce, chitarra, piano
- Cliff Stapleton – ghironda
- Steve Cradock – chitarra
- Dominic Kelly – oboe
- Brendan Lynch – tastiera, percussioni
- Steve White – batteria
- Damon Minchella – basso
- Robert Kirby – arrangiamento archi